# Kanion Palo Duro

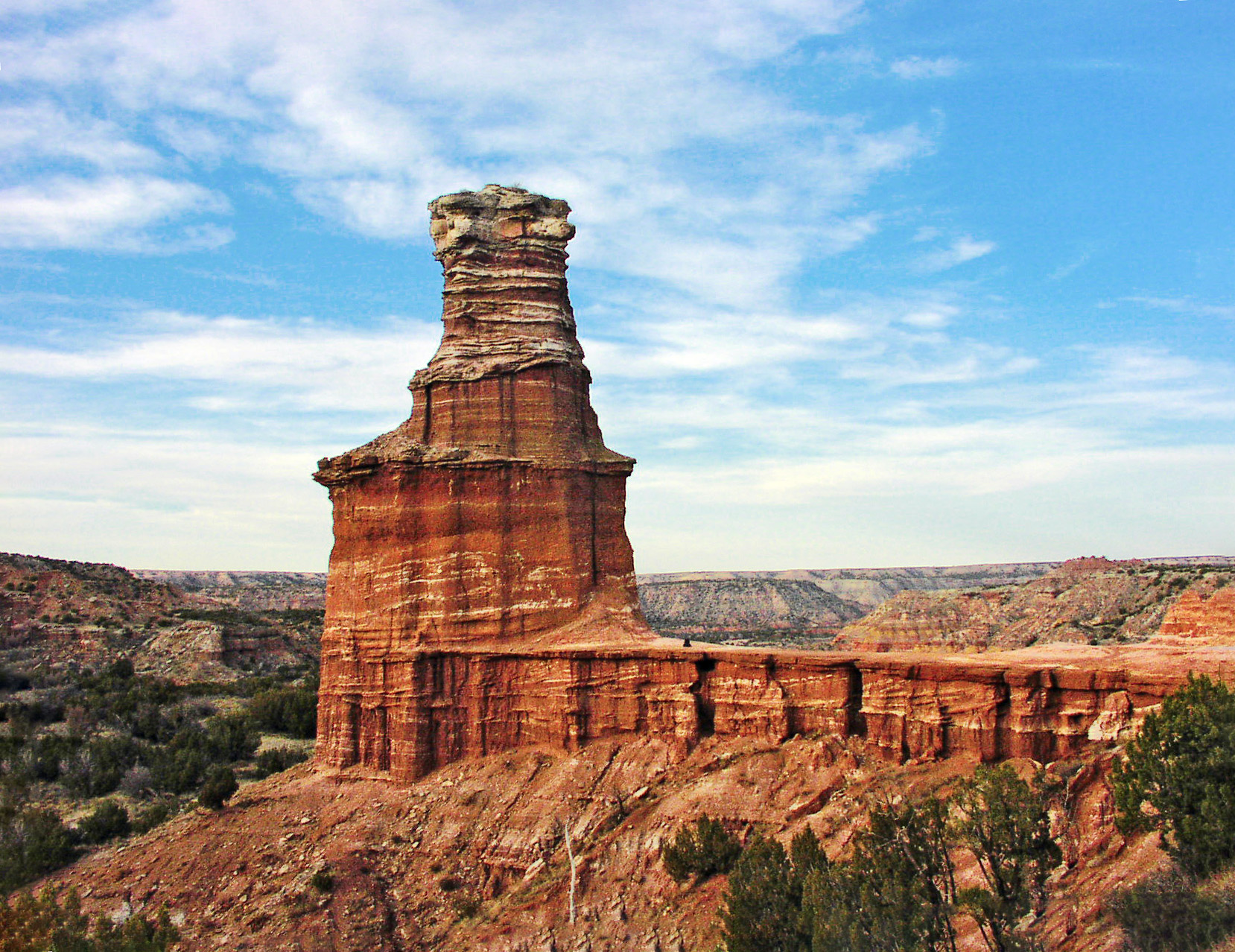
Komin skalny zwany „Latarnią morską” w Palo Duro Canyon

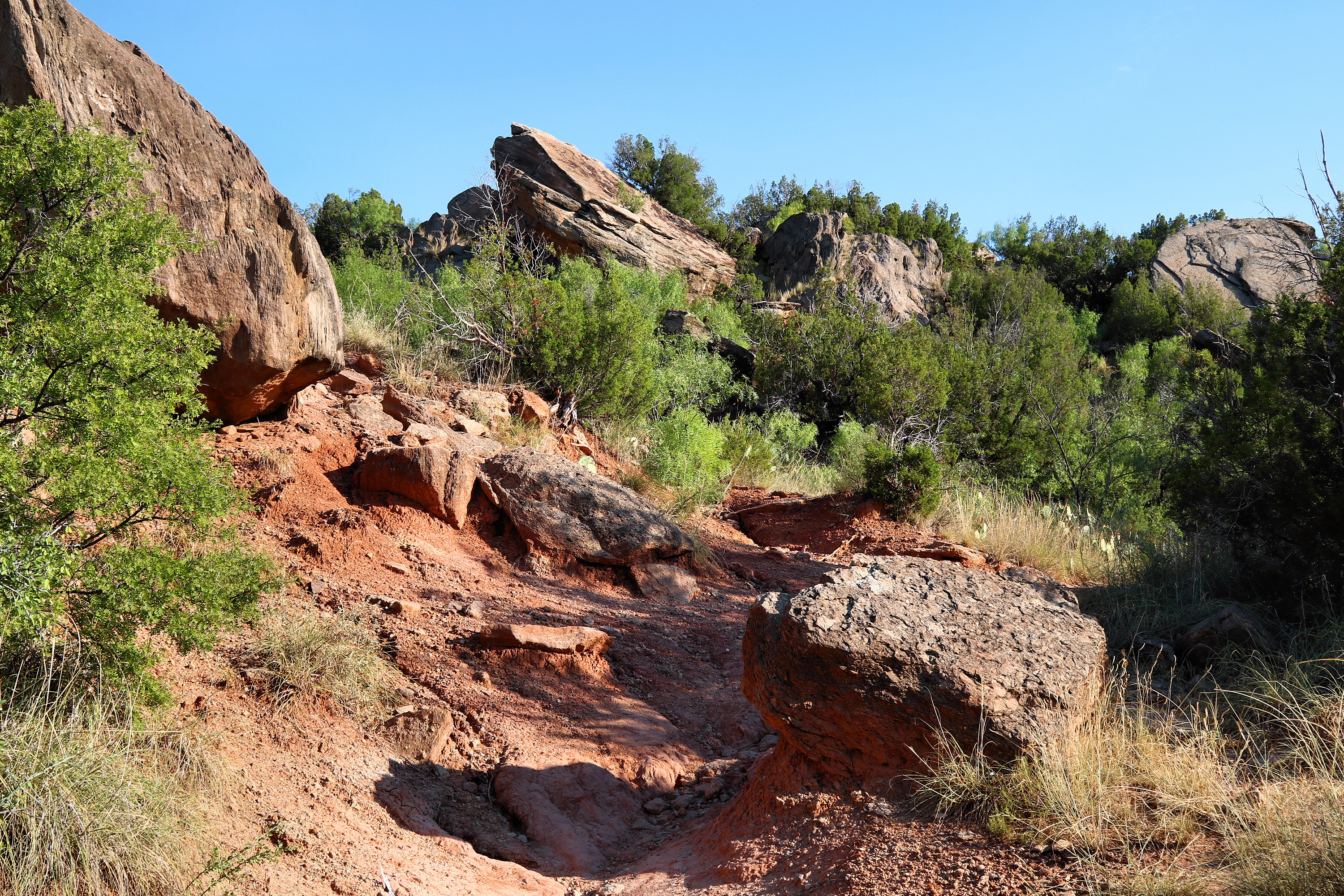
Skały w Kanionie Palo Duro

Palo Duro (ang. Palo Duro Canyon) – drugi co do wielkości kanion w Stanach Zjednoczonych, znajdujący się w rejonie Panhandle w stanie Teksas. Ma około 193 km długości. Średnia szerokość kanionu to 9,6 km, a w najszerszym miejscu 32 km. Najgłębsze miejsce ma 256 m. Kanion ten znany jest również jako „Wielki Kanion Teksasu” (Grand Canyon of Texas), ze względu na rozmiar jak i formacje geologiczne w tym wielokolorowe warstwy ścian podobne do tych w Wielkim Kanonie Kolorado.
Kanion został uformowany przez rzekę Red River, która przepływa przez stosunkowo płaski rejon Caprock w zachodnim Teksasie. Tysiące lata erozji wodnej i wietrznej wyrzeźbiły formacje geologiczne kanionu.
Malarka Georgia O’Keeffe mieszkała w pobliskim Amarillo w pobliżu kanionu z początkiem XX wieku i napisała tak o kanionie: „To burzliwy, kipiący kocioł wypełniony dramatycznym światłem i kolorem.
W 1933 roku stan Teksas kupił tereny górnej części kanionu aby utworzyć Palo Duro Canyon State Scenic Park. Park obecnie obejmuje ponad 60 km i jest rocznie odwiedzany przez ponad pół miliona turystów.